# Jorge Carrasco Monsalves
Jorge Iván Carrasco Monsalves (Coronel, Chile, 3 de noviembre de 1961) es un exfutbolista chileno. Es recordado por sus campañas en los cuadros de la Región del Biobío Fernández Vial, Huachipato y Deportes Concepción.

## Trayectoria
Comenzó su carrera en 1980 defendiendo los colores de Fernández Vial. En el cuadro vialino formó parte del equipo que tuvo ascensos consecutivos, en 1981 y 1982, jugando en 1983 en Primera División.Luego de descender en 1984, regresó a la división de oro del fútbol chileno de la mano del entrenador Nelson Acosta.
En 1988 defendió los colores de Cobreloa durante la Copa DIGEDER 1988. pasó a reforzar a Huachipato, donde permaneció hasta 1990. En 1991 firmó por Deportes Concepción, en donde jugó la Copa Libertadores de ese año. De regreso en Huachipato, descendió a la Segunda División en 1992.
En 1993 inicia su segundo paso por Deportes Concepción, formando parte del plantel que descendió en 1993 a la segunda división, en donde obtuvo el campeonato en 1994, para regresar a la máxima división del fútbol chileno. Se retira a fines de la temporada 1997 con el uniforme del equipo lila.

## Selección nacional
Carrasco fue nominado a la Selección de fútbol de Chile por Orlando Aravena, jugando 6 partidos el año 1989, entre ellos 2 partidos de la Copa Centenario de Armenia. Formó parte de la nómina para Copa América 1989, donde no tuvo minutos en cancha.

### Participaciones en Copa América
| Copa              | Sede   | Resultado      | Partidos | Goles |
| ----------------- | ------ | -------------- | -------- | ----- |
| Copa América 1989 | Brasil | Fase de grupos | 0        | 0     |

## Clubes
| Club                | País  | Año       |
| ------------------- | ----- | --------- |
| Fernández Vial      | Chile | 1980-1987 |
| Cobreloa            | Chile | 1988      |
| Huachipato          | Chile | 1988-1990 |
| Deportes Concepción | Chile | 1991      |
| Huachipato          | Chile | 1992      |
| Deportes Concepción | Chile | 1993-1997 |

## Palmarés
| Título           | Club                | País  | Año  |
| ---------------- | ------------------- | ----- | ---- |
| Tercera División | Fernández Vial      | Chile | 1981 |
| Primera B        | Fernández Vial      | Chile | 1982 |
| Primera B        | Deportes Concepción | Chile | 1994 |